# Kongobacksvala
Kongobacksvala (Riparia congica) är en fågel i familjen svalor inom ordningen tättingar.

## Utseende och läte
Kongobacksvalan är en typisk liten backsvala, med brun ovansida, ljus undersida och ett diffust gråbrunt bröstband. Backsvalan är större och har tydligare bröstband som avgränsar vit strupe, medan brunstrupig backsvala har mörk strupe. Lätena är okända. 

## Utbredning och systematik
Fågeln förekommer i Kongo-Kinshasa (mellersta och nedre Kongofloden och nedre Ubangifloden). Den behandlas som monotypisk, det vill säga att den inte delas in i några underarter.

## Levnadssätt
Kongobacksvalan är en rätt vanlig fågel men mycket lokalt förekommande. Liksom andra backsvalor häckar den i kolonier i sandbankar. 

## Status och hot
Arten har ett stort utbredningsområde, men tros minska i antal, dock inte tillräckligt kraftigt för att den ska betraktas som hotad. Internationella naturvårdsunionen IUCN listar arten som livskraftig (LC).